# What Made You Say That
"What Made You Say That" je pjesma kanadske country pjevačice Shanie Twain. Pjesma je objavljena kao njen prvi singl u karijeri, a dolazi s njenog prvog albuma Shania Twain iz 1993. godine. Pjesmu su napisali Tony Haselden i Stan Munsey, a producirali su je Harold Shedd u Norro Wilson. Pjesma nije bila veliki hit ali je izazvala kontroverze zbog spota. Shania je imala mogućnost izvoditi pjesmu na Canadian Country Music Awardsima, 1993. godine. Pjesma joj je također pomogla dobiti europsku "Rising Star" nagradu. Nekoliko godina kasnije na Come on Over Tour turneji, u svakom mjestu u kojem bi došla bi jedno dijete koje je dobilo nagradu otpjevalo tu pjesmu na pozornici, s njenim pratećim vokalom. Buduća zvijezda Avril Lavigne je imala priliku pjevati s njom na pozornici.

## Kritički osvrt
Američki časopis Billboard je opisao pjesmu kao privlačnu s jako primamljivim spotom.

## Popis pjesama
Američki 7" singl
1. "What Made You Say That"
2. "Crime Of The Century"

## Videospot
Spot za pjesmu "What Made You Say That" snimljen je 12. siječnja 1993. na Miami Beachu pod redateljskom palicom Stevena Goldmanna. Video je objavljen 15. veljače 1993. godine. U videu Twain pleše na plaži i razotkriva njezin pupak. To je bio jedan od prvih puta da se toliko gole kože pokazalo u country videu. Zbog tog spota su je čak nazvali "Modonnom" country glazbe.

## Uspjeh na top ljestvicama
"What Made You Say That" je debitirala na Billboard Hot Country Singles & Tracks ljestvici 27. ožujka, 1993. godine na broju 74. Pjesma je provela 18 tjedana na ljestvici i popela se do najviše pozicije 55, 15. svibnja 1993. godine gdje je ostala dva tjedna. Originalno je zabranjena od strane CMT-a, ali nakon kontroverze se počeo pušati na televizijama. To je jedan od rijetkih spotova u kojima je ona pokazivala golu kožu. Video se može promaći na DVD-u The Platinum Collection
| Ljestvica                                  | Najviša pozicija |
| ------------------------------------------ | ---------------- |
| Kanada RPM Country Singles                 | 70               |
| SAD Billboard Hot Country Singles & Tracks | 55               |